# Kétbodony
Kétbodony là một thị trấn thuộc hạt Nógrád, Hungary. Thị trấn này có diện tích 13,05 km², dân số năm 2010 là 476 người, mật độ 36 người/km².